# 杰夫·贝索斯
杰弗里·普雷斯頓·贝索斯（英語：Jeffrey Preston Bezos，/ˈbeɪzoʊs/；1964年1月12日—），生于美国新墨西哥州，美国互联网巨头亞馬遜公司创始人及現任董事長，《华盛顿邮报》大股东之一，1999年度《時代雜誌》年度風雲人物。2019年登上全球富豪榜榜首。2020年9月2日其个人财富为目前历史最高值，达到2123亿美元。2021年7月20日首次飛往外层空间，較理查德·布蘭森遲了9天。

## 生平
贝索斯出生于美国新墨西哥州阿布奎基。母親的祖先是德克萨斯州的殖民地居民，他們世世代代在科圖拉建立起一個25,000英畝（即101平方公里或39平方英里）大的牧场。貝佐斯的外祖父原是美国原子能委员会於阿布奎基的地區主任，提早退休並在牧場內生活，而年少時的貝佐斯每逢夏天都會和外祖父在牧場工作。作为一个初学走路的孩子，他试图拆卸自己的嬰兒床。贝索斯的母亲Jacklyn Gise Jorgensen（1947年12月29日-）當時還是一個16歲的高中女生，和經營自行車店的亲生父亲Ted J. Jorgensen（1944年10月10日-2015年3月16日）的婚姻不到一年就宣告破裂。贝索斯5岁时，21歲的母亲与米格尔·贝索斯Miguel Bezos（1945年9月29日-），一个15岁时作為難民移民到美国的古巴男子再次结婚。米格爾當時正在University of Albuquerque攻讀數學和計算機本科學位；米格尔接受了贝索斯，并另育有2個孩子，舉家搬遷到德州休斯敦，在这里贝索斯的繼父成为埃克森美孚的一名工程师。贝索斯在这里就读于里弗奥克斯小学，完成了4-6年级的学业。暑假他经常去外祖父的牧场，在那里“铺设管道，为奶牛接种，以及修理风车。”
贝索斯经常表现出对科技的兴趣。有次他操控一个電子鐘来使小表弟被反鎖在房间外。把父亲的车庫改装成实验室。高中时，全家搬到佛罗里达州的迈阿密，在这里贝索斯就读于高中，在这里他加入佛罗里达大学的“学生科技训练项目”，并于1982年获得“银骑士奖”。他被选为高中毕业代表并荣获美国优秀学生奖学金。他入读于普林斯顿大学。他原本想学物理，但后来决定学习计算机，并被选为ΦBK会成员，还获得“电機工程以及电脑科学”的学士学位。
根据亚马逊的一位早期投资者以及其他了解他的人说，贝索斯是一位“自由意志主義者”。2012年7月，贝索斯和他的妻子共同捐赠250万美元用于支持美国的同性婚姻。
贝索斯2019年與前妻瑪肯西·史考特達成離婚協議，給予她亞馬遜百分之四的股權，她因此以361億美元的資產排名在2019美國400富豪榜第15位，而贝索斯在2019美國400富豪榜仍以1140億美元的資產排名第一。
2021年7月5日，亚马逊公司创始人贝索斯卸任首席执行官职务，其离任后还将继续在公司工作，并担任董事会执行主席。

## 事业
1986年从普林斯顿大学毕业后，贝索斯在华尔街的计算机领域工作。之后，他为一家国际贸易公司Fitel建造网络系统。之后在银行家信托公司担任副总裁。不久又跳槽到对冲基金肖氏基金公司。

### 创办亚马逊

亚马逊标志

1994年，贝索斯在一次駕車橫跨美國（纽约到西雅图）的過程中写下了成立亚马逊公司的计划书。他首先在自家的车库宣布公司成立。在他了解到互联网惊人的发展后，特别是（Quill Corp. v. North Dakota）事件发生后，他辞掉了在对冲基金公司待遇优厚的工作。
根据福布斯的消息，亚马逊的股票在2011年停止了下跌趋势，上涨了55%并为他的净资产增加了65亿美元。
贝索斯因他对商业细节的重视而出名。正如 Portfolio.com 网站描述的那样，“他是个无忧无虑的超级富翁，同时也是个有名的事必躬亲的家伙。...一个希望知道所有事情的總裁。所有事情的範圍大到合約的細節，小到亚马逊的新闻稿中如何引用他的話。”
貝佐斯過去在華爾街擔任金融機構的軟體工程師。1994年，他告訴老闆他想要開立一家網路書店。他的老闆回答他，這是個好主意，但這個主意比較適合沒有一份「好工作」的人。貝佐斯花了幾天思考：「我想像自己直到 80 歲的人生，什麼樣的決定才不會使自己後悔？」對他來說，後悔來自「沒有做的事」，就像沒有向所愛的人表白一樣。這個想法讓他立刻遞了辭呈，因為「如果失敗，我仍會很驕傲地說我嘗試過了！」

### 成立“蓝色起源”
贝索斯於2000年時成立了一家名為蓝色起源的载人航天，贝索斯迷戀太空旅行是他成立蓝色起源的部份原因。2021年7月20日，杰弗里·贝索斯與马克·贝索斯、沃利·冯克和18岁的高中生毕业生奥利弗·戴蒙搭乘蓝色起源的新雪帕德火箭完成十一分钟的太空飞行。

### 荣誉
2018年3月7日，貝索斯以1,120億美元身家在2018年福布斯全球富豪排行榜中首次位居全球首富寶座，在過去一年受到電子商貿公司亞馬遜股價大升59%，令亞馬遜創辦人貝索斯身家大增390億美元至1,120億美元，以220億美元的差距力壓微軟創辦人蓋茨的900億美元，成為新任全球首富。2020年4月，福布斯公佈的全球富豪榜，貝索斯以淨資產1,130億美元，繼續排名第1名。同年8月26日，根据彭博亿万富翁指数，贝佐斯净资产达2020亿美元。